# Солі (хімія)

Кристалічна структура хлориду натрію, NaCl, типової солі. Фіолетові сфери представляють катіони натрію, Na ^{+}, а зелені сфери представляють аніони хлориду, ^{Cl-}. Жовті точки показують електростатичні сили.

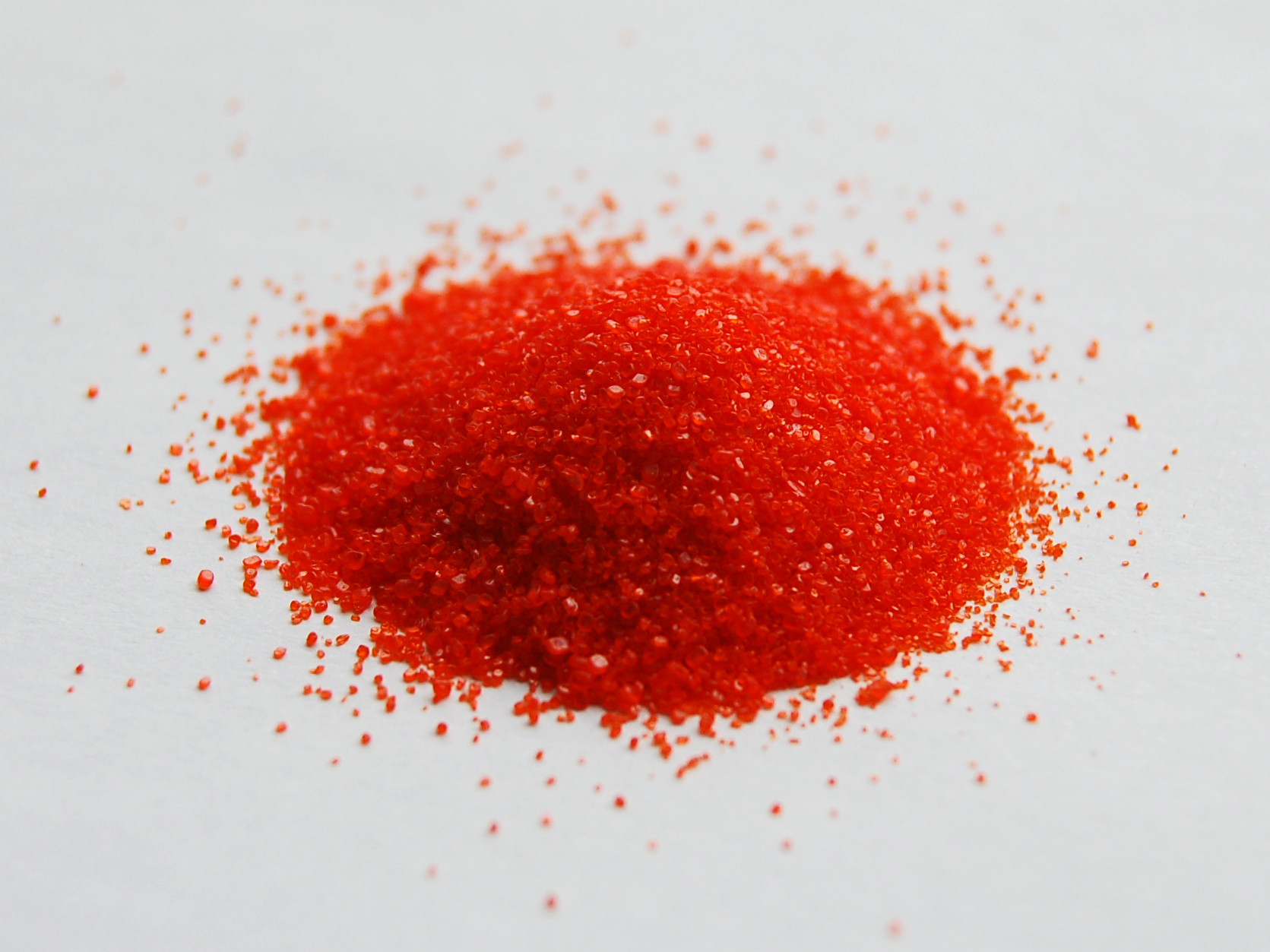
Сіль дихромат калію має яскраво-помаранчевий колір, характерний для аніона хромату.

Со́лі — хімічні речовини йонної будови, до складу яких входять кислотні залишки (аніони), поєднанні з катіонами різного походження (атоми металів, металоподібні групи, як NH+
4, та ін.). Утворюються солі внаслідок реакції нейтралізації кислот та основ. Як правило, солі є кристалічними речовинами. Найпростіший приклад солі — кухонна сіль, хімічна формула якої — NaCl.

## Історія відкриття

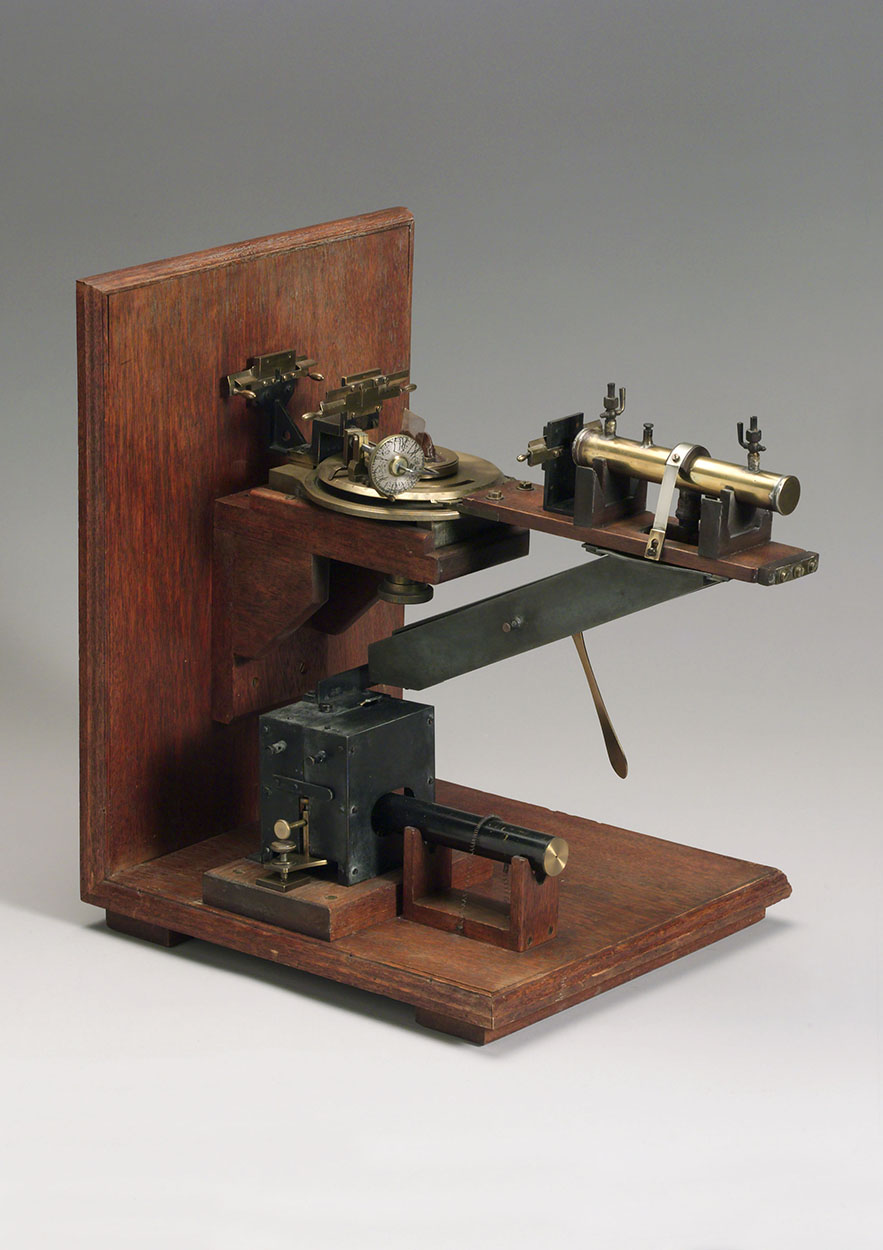
Рентгенівський спектрометр, розроблений Вільямом Генрі Бреггом

У 1913 році Вільям Генрі Брегг і Вільям Лоренс Брегг визначили структуру хлориду натрію . Це показало, що кожен атом має шість рівновіддалених найближчих сусідів, демонструючи, що складові не були організовані в молекули чи скінченні агрегати, що свідчить про те, що елементи, які складають його, розташовані не у вигляді молекул або кінцевих агрегатів, а у вигляді сітки з далеким кристалічним порядком. Багато інших неорганічних сполук також мали подібні структурні особливості. Незабаром ці сполуки були описані як такі, що складаються з іонів, а не нейтральних атомів, але доказ цієї гіпотези був знайдений тільки в середині 1920-х років, коли були проведені експерименти з відбиття рентгенівських променів (які визначають густину електронів).
Основний внесок у розвиток теоретичного аналізу іонних кристалічних структур зробили Макс Борн, Фріц Габер, Альфред Ланде, Ервін Маделунг, Пауль Петер Евальд і Казимир Фаянс. Борн передбачив енергію кристалів на основі припущення про іонні складові, які показали хорошу відповідність термохімічним вимірюванням, що додатково підтвердило це припущення.

## Номенклатура
Існує кілька способів утворення назв солей. Найпростіше утворювати назви солей, як і кислот, від міжнародних назв кислотних залишків. При цьому назви солей кисневих кислот, коли кислототвірний елемент має найвищу валентність, закінчуються на -ат. Наприклад:
- KNO3 — нітрат калію (азотнокислий калій)
- CaSO4 — сульфат кальцію (сірчанокислий кальцій),
- Na3PO4 — фосфат натрію (фосфорнокислий натрій),
- BaCO3 — карбонат барію (вуглекислий барій),
- Na2SiO3 — силікат натрію (кремнекислий натрій) і т. д.

Назви солей безкисневих кислот мають закінчення -ид або -ід. Наприклад: MgCl2 — хлорид магнію, KI — йодид калію, NaBr — бромід натрію, Na2S — сульфід натрію і т. д.
Якщо метал, що входить до складу солі, проявляє різну валентність і утворює з тим самим кислотним залишком кілька солей, то для їх розпізнавання треба вказувати число кислотних залишків у молекулі солі, або валентність металу. Коли кислотний залишок одновалентний, то звичайно вказують число кислотних залишків шляхом додавання до назви аніона префікса з грецьких числівників. Наприклад: CuCl — монохлорид міді, CuCl2 — дихлорид міді і т. д.
Коли ж кислотний залишок дво- або тривалентний, тоді вказують валентність металу, позначаючи її римською цифрою в дужках після назви металу. Наприклад: Cu2SO4 — сульфат міді (І), CuSO4 — сульфат міді (II), Fe2(SO4)3 — сульфат заліза (III) і т. д.
В назвах кислих солей додають префікс гідро- або дигідро-. Наприклад: NaHSO4 — гідросульфат натрію, NaH2PO4 — дигідрофосфат натрію, CaHPO4 — гідрофосфат кальцію, Ca(H2PO4)2 — дигідрофосфат кальцію і т. д.
Назви основних солей утворюють з назви кислотного залишку і слова гідроксид або дигідроксид. Наприклад: AlOHSO4 — сульфат-гідроксид алюмінію, Al(OH)2CH3COO — ацетат-дигідроксид алюмінію, Cu2(OH)2CO3 — карбонат-дигідроксид міді (II) і т. д.
Крім того, деякі солі мають ще свої особливі назви: Na2CO3 — сода, K2CO3 — поташ, AgNO3 — ляпіс, NaNO3 — чилійська селітра, Cu2(OH)2СО3 — малахіт тощо.

## Реакції утворення солей
1. При заміщенні атомів Гідрогену в молекулах кислот на атоми металів:
Zn + 2HCl → ZnCl2 + H2
2 CH3COOH + Mg → Mg(CH3COO)2 + H2
2. При обміні гідроксильних груп у молекулах основ на кислотні залишки молекул кислот. Суть цієї реакції полягає в обміні атомів Гідрогену в молекулі кислоти на атоми металу молекули основи (з такою ж самою імовірністю відбувається обмін гідроксильних груп молекул основ на кислотні залишки молекул кислот), внаслідок чого утворюються сіль і вода (реакція нейтралізації):
HCl + NaOH → NaCl + H2O: CH3COOH+ NaOH → CH3COONa + H2O
3. При взаємодії кислот з оксидами:
2HCl + CuO → CuCl2 + H2O
3H2SO4 + Al2O3 → Al2(SO4)3 + 3H2O
4. При взаємодії кислот з солями:
3H2SO4 + Ca3(PO4)2 → 2H3PO4 + 3CaSO4 ↓
5. При взаємодії основ з кислотними оксидами:
2KOH + CO2 → K2CO3 + H2O
6. При взаємодії основ з солями:
2NaOH + CuCl2 → 2NaCl + Cu(OH)2 ↓
7. При взаємодії основних оксидів з кислотними:
CaO + CO2 → CaCO3
8. При взаємодії солей:
K2SO4 + BaCl2 = 2KCl + BaSO4 ↓
9. При взаємодії солей з металами:
CuSO4 + Zn → ZnSO4 + Cu
10. При взаємодії металів з неметалами:
Mg + Cl2 → MgCl2
Існують також інші способи одержання солей.
Не кожним з перелічених способів можна одержати будь-яку сіль. Кислі солі утворюються звичайно при взаємодії нормальної солі з однойменною кислотою. Наприклад:
- BaCO3 + H2CO3(CO2 + Н2О) = Ba(HCO3)2
- Ca3(PO4)2 + H3PO4 = 3CaHPO4

Основні солі утворюються найчастіше при взаємодії солі з відносно невеликими кількостями лугу. Наприклад:
- CuCl2 + NaOH = Cu(OH)Cl ↓ + NaCl
- AlCl3 + NaOH = Al(OH)Cl2 ↓ + NaCl
- AlCl3 + 2NaOH = Al(OH)2Cl ↓ + 2NaCl

## Класифікація
Є декілька способів класифікації солей:
- За кислотою, якій відповідає ця сіль (хлориди, фосфати, нітрати)
- За середовищем : Середні (нормальні) солі, Кислі солі, Основні солі

### Середні солі
Якщо всі кислотні атоми Гідрогену в молекулах кислот обмінені чи заміщені на атоми металів або усі гідроксильні групи в молекулах основ обмінені на кислотні залишки молекул кислот, такі солі називаються нормальними, або середніми, або просто солями. Наприклад,
- 2CH3COOH + Mg(ОН)2 = Mg(CH3COO)2 + 2H2O
- Н2SO4 + Mg = MgSO4 + H2

Виходячи з теорії електролітичної дисоціації, солями називаються складні речовини, які у водному розчині дисоціюють на катіони металів і аніони кислотних залишків. Нормальні солі ніяких інших катіонів і інших аніонів не утворюють:
- KCl (aq) {\displaystyle ~{\overrightarrow {\leftarrow }}} K+
(aq) + Cl−
(aq)

- Al2(SO4)3 (aq) {\displaystyle ~{\overrightarrow {\leftarrow }}} 2 Al3+
(aq) + 3 SO2−
4 (aq)

### Кислі солі
Якщо тільки частина кислотних атомів Гідрогену молекул кислот обмінена або заміщена на атоми металів, такі солі називають кислими, або гідросолями. Наприклад:
- NaOH + H2SO4 = NaHSO4 + H2O
- Ca(OH)2 + H3PO4 = CaHPO4 + 2H2O

Кислі солі у водному розчині дисоціюють на катіони металів, катіони Гідрогену та аніони кислотних залишків. Таким чином, кисла сіль ніби одночасно є і сіллю, оскільки при дисоціації вона утворює катіони металів, і кислотою, бо одночасно утворює і катіони Гідрогену:
- NaHSO4 (aq) {\displaystyle ~{\overrightarrow {\leftarrow }}} Na+
(aq) + H+
(aq) + SO2−
4 (aq)

- CaHPO4 (aq) {\displaystyle ~{\overrightarrow {\leftarrow }}} Ca2+
(aq) + H+
(aq) + PO3−
4 (aq)

Іони Гідрогену кислої солі при взаємодії її з основою теж можуть обмінюватись на іони металу з- утворенням нормальної солі та води:
- NaHSO4 + NaOH = Na2SO4 + H2O

### Основні солі
Якщо тільки частина гідроксильних груп у молекулах основ обмінена на кислотні залишки молекул кислот, то такі солі називають основними:
- Cu(OH)2 + HCl = Cu(OH)Cl ↓ + H2O
- Fe(OH)3 + H2CO3 = Fe(OH)CO3 ↓ + 2H2O
- 2Cu(OH)2 + H2CO3 = Cu2(OH)2CO3 ↓ + 2H2O

Основні солі у водному розчині дисоціюють на катіони металу і аніони гідроксилу і кислотні залишки. Таким чином, основна сіль ніби одночасно є і сіллю, оскільки вона утворює при дисоціації аніони кислотних залишків, і основою, бо утворює і гідроксид-аніони:
- Cu(OH)Cl {\displaystyle ~{\overrightarrow {\leftarrow }}} Cu2+
(aq) + OH−
(aq) + Cl−
(aq)

- Fe(OH)CO3 {\displaystyle ~{\overrightarrow {\leftarrow }}} Fe3+
(aq) + OH−
(aq) + CO2−
3 (aq)

Обидві ці солі у воді практично нерозчинні, але розчинна їх частина дисоціює, за наведеними рівняннями. Іони гідроксилу основної солі при взаємодії її з кислотою теж можуть обмінюватись на кислотні залишки з утворенням нормальної солі:
- Cu(OH)Cl + HCl = CuCl2 + Н2О

## Будова

Структура кристалів хлориду натрію. Аніони Cl^{-} позначено синім кольором, а катіони Na^{+} — зеленим

У твердому стані більшість солей утворюють іонні кристали, у вузлах кристалічної ґратки яких знаходяться катіони та аніони. В рідкому (розплавленому) стані солі більшості сильних кислот і основ перебувають у рівновазі між іонною дисоційованою формою та недисоційованою молекулярною. Чим сильнішою є кислота та основа, що утворили сіль, тим більше така рівновага зміщена в сторону іонної форми.

### Структурні формули
Більшість солей є іонними сполуками й використання структурних формул для них є некоректним, оскільки хибно передає будову речовини. Тим не менше, у навчальних цілях інколи умовно зображають структурні формули солей з ковалентними зв'язками між атомами. В таких випадках виходять з формул відповідних кислот або основ, заміняючи в них кислотні атоми Гідрогену на атоми металу або гідроксильні групи основ на кислотні залишки. Для прикладу наведемо структурні формули фосфату кальцію, гідрокарбонату барію та основного карбонату міді:

## Властивості
Усі солі являють собою тверді кристалічні речовини. Щодо нагрівання деякі солі є досить стійкими. Наприклад, NaCl, KCl, Na2SO4 та деякі інші можна нагрівати до температури їх плавлення і навіть кипіння, і вони не розкладаються. Інші ж солі є нестійкими й при нагріванні вони розкладаються, не плавлячись. Наприклад:
- CaCO3 = CaO + CO2 ↑

За розчинністю у воді солі поділяють на добре розчинні, малорозчинні й практично нерозчинні. Добре розчинними є всі солі нітратної й ацетатної кислот, а також майже всі солі натрію, калію й амонію.
До практично нерозчинних солей належать хлорид срібла AgCl, сульфат барію BaSO4, всі силікати (за винятком Na2SiO3 і K2SiO3) та ін.
Хімічні властивості солей визначаються їх взаємодією з кислотами, основами, металами та іншими солями.
1. Солі можуть взаємодіяти з кислотами лише в тому випадку, коли реагуюча кислота сильніша за ту, від якої походить дана сіль. Наприклад:
- FeS + 2HCl = FeCl2 + H2S ↑
- Na2SiO3 + Н2SO4 = Na2SO4 + H2SiO3 ↓

2. Солі можуть взаємодіяти з лугами, коли внаслідок реакції утворюється нерозчинна основа або нерозчинна сіль. Наприклад:
- FeCl3 + 3NaOH = 3NaCl + Fe(OH)3 ↓
- K2CO3 + Ba(OH)2 = 2KOH + BaCO3 ↓

3. Розчини солей можуть взаємодіяти з металами, коли даний метал в електрохімічному ряду напруги стоїть лівіше від металу солі. Наприклад:
- CuSO4 + Fe = FeSO4 + Cu
- HgCl2 + Cu = CuCl2 + Hg

4. Багато солей у розчинах можуть взаємодіяти одна з одною, коли одна з солей, що утворюється внаслідок реакції, є нерозчинною. Наприклад:
- Na2CO3 + CaCl2 = 2NaCl + CaCO3 ↓
- FeSO4 + BaCl2 = FeCl2 + BaSO4 ↓

## Вплив на організм людини
| Назва солей  | Продукти утримання             | Вплив на організм людини            | Захворювання при нестачі солей                    |
| ------------ | ------------------------------ | ----------------------------------- | ------------------------------------------------- |
| Солі кальцію | Молоко, риба, овочі            | Підвищення росту та міцності кісток | Погане зростання скелета, руйнування зубів і.т.д. |
| Солі заліза  | Печінка яловича, м'ясо яловиче | Входять до складу гемоглобіну       | Анемія                                            |
| Солі магнію  | Горох, курага                  | Поліпшення роботи кишечника         | Погіршення роботи травної системи                 |

## Використання
Солі здавна мають найрізноманітніші сфери застосування та використання. Багато мінералів є іонними. Люди переробляли кухонну сіль (хлорид натрію) протягом понад 8000 років, використовуючи її спочатку як харчову приправу та консервант, а тепер також у виробництві, сільському господарстві, кондиціонуванні води, для боротьби з ожеледицею на дорогах і в багатьох інших сферах. Багато солей настільки широко використовуються в суспільстві, що мають загальні назви, не пов'язані з їхньою хімічною ідентичністю. Прикладами цього є бура, каломель, магнезіальне молоко, соляна кислота, купоросна олія, селітра та гашене вапно.
Розчинні солі можна легко розчинити для отримання розчинів електролітів. Це простий спосіб контролювати концентрацію та іонну силу. Концентрація розчинених речовин впливає на багато колігативних властивостей, включаючи збільшення осмотичного тиску, зниження температури замерзання та підвищення точки кипіння. Оскільки розчинені речовини є зарядженими іонами, вони також збільшують електропровідність розчину. Підвищена іонна сила зменшує товщину подвійного електричного шару навколо колоїдних частинок, а отже, і стабільність емульсій та суспензій.
Хімічна ідентичність доданих іонів також важлива для багатьох застосувань. Наприклад, фторвмісні сполуки розчиняються для отримання фторид-іонів під час фторування води.
Тверді солі здавна використовуються як фарбувальні пігменти, вони стійкі до органічних розчинників, але чутливі до кислотності або основності. З 1801 року піротехніки описали та широко використовували металовмісні солі як джерела кольору у феєрверках. При сильному нагріванні електрони в іонах металу або невеликих молекулах можуть збуджуватися. Пізніше ці електрони повертаються до нижчих енергетичних станів і випромінюють світло з колірним спектром, характерним для даного виду металу. 
У хімічному синтезі солі часто використовуються як прекурсори для високотемпературного твердотільного синтезу.
Багато металів геологічно найбільш поширені у вигляді солей у рудах. Для отримання елементів ці руди переробляють шляхом плавки або електролізу, під час якого відбуваються окисно-відновні реакції (часто за участю відновника, наприклад, вуглецю), унаслідок яких іони металів набувають електронів і перетворюються на нейтральні атоми.

## Несольовий
Цвітер-іони містять аніонний і катіонний центри в одній молекулі, але не вважаються солями. Прикладами цвітер-іонів є амінокислоти, багато метаболітів, пептидів та білків.

## Галерея зображення солей

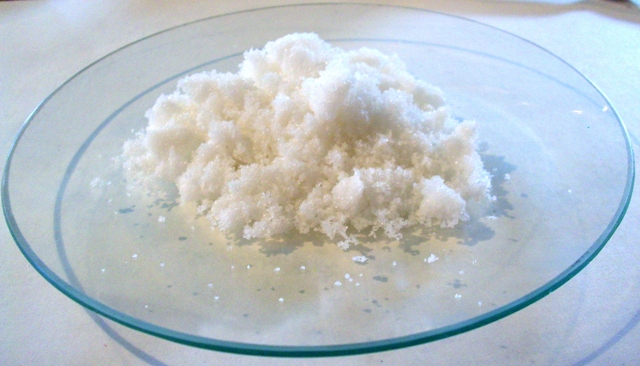
Гідрокарбонат калію
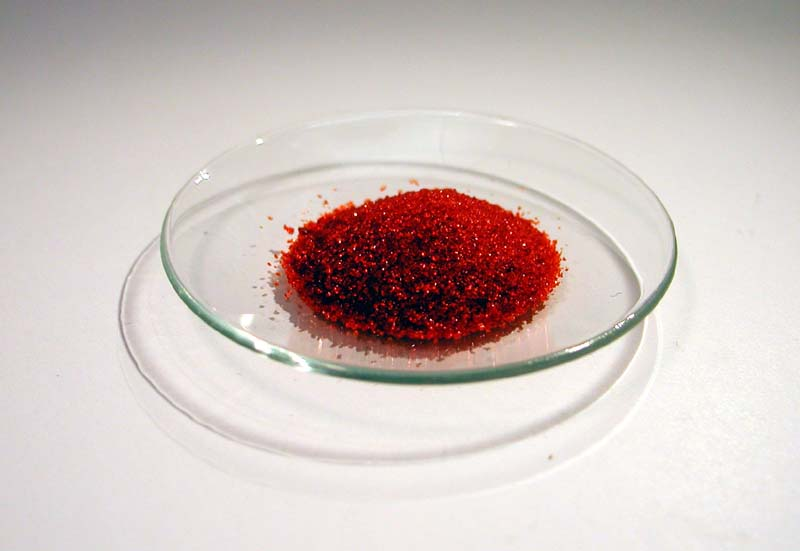
Гексаціаноферрат(ІІІ) калію
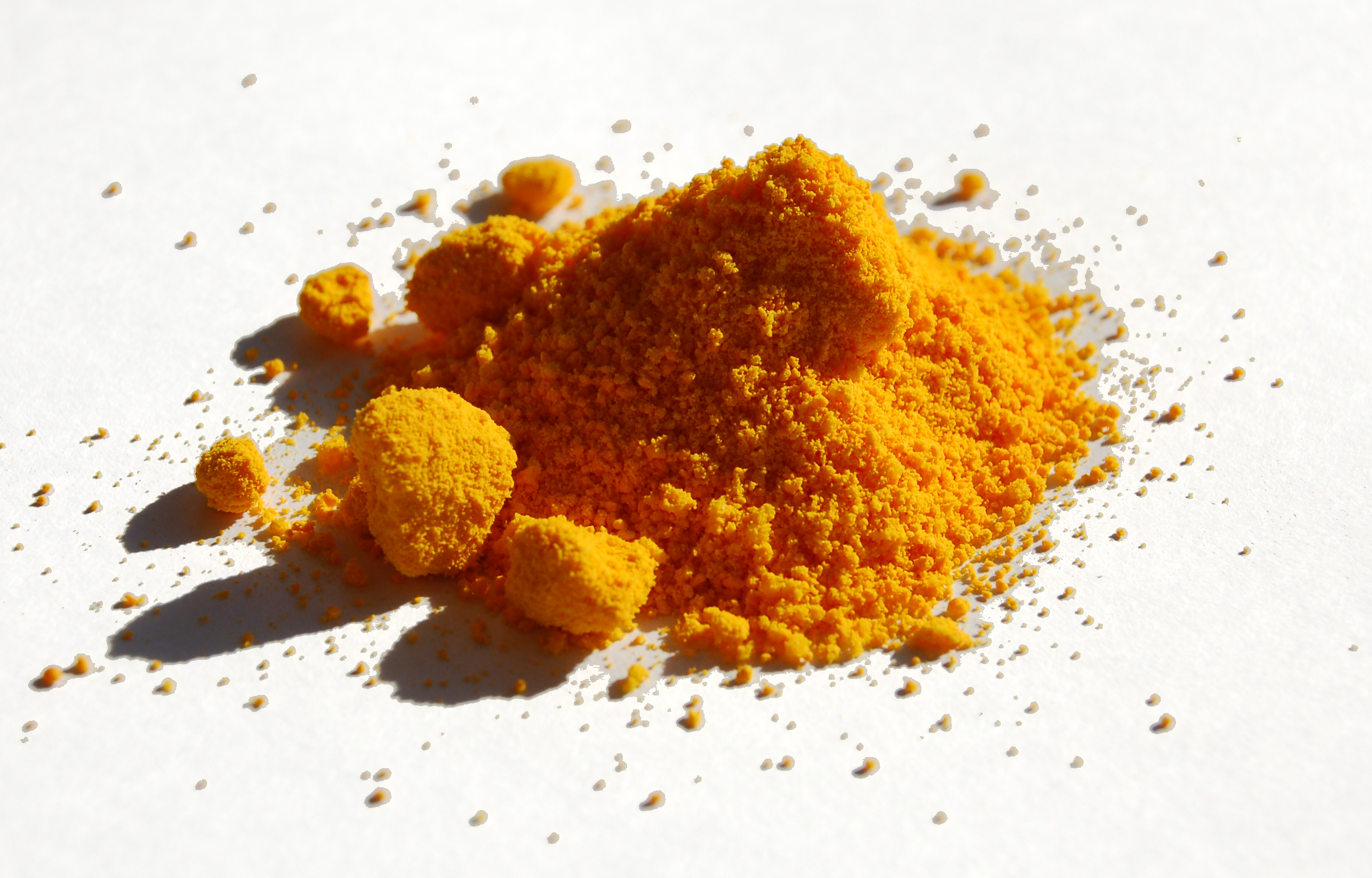
Амоній-церій(IV) сульфат
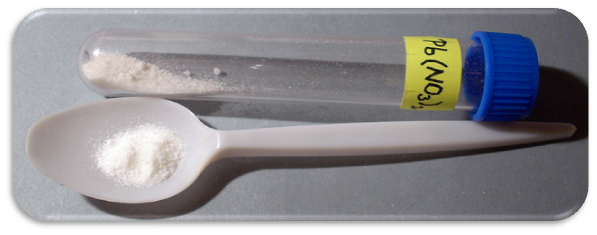
Нітрат свинцю(ІІ)
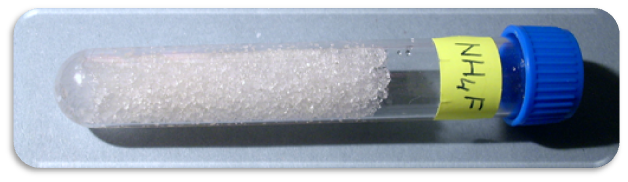
Фторид амонію
Селенід галію(II)
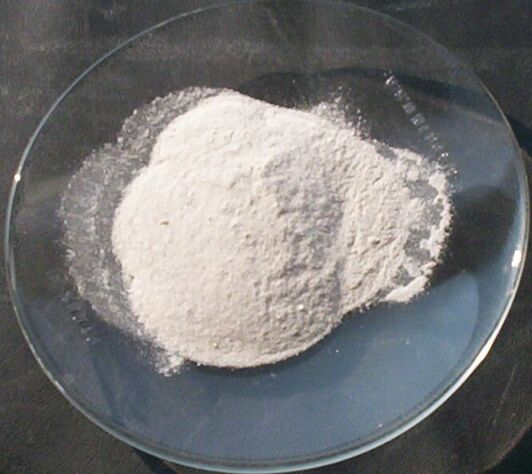
Фторид кальцію
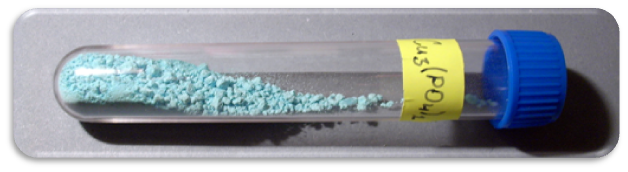
Ортофосфат міді(II)
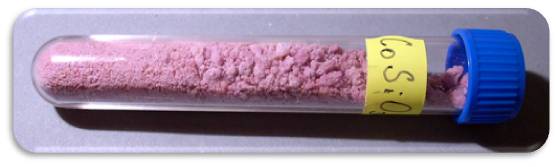
Метасилікат кобальту(II)
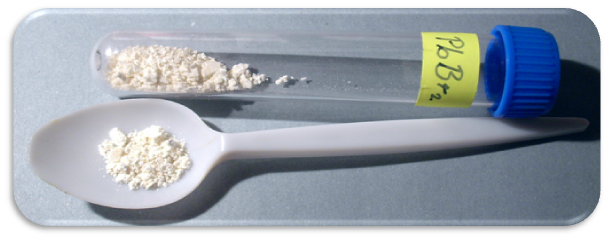
Бромід свинцю(II)